# Jonas Björkman
Jonas Lars Björkman (Alevsta, 23 de Março de 1972) é um ex-tenista profissional sueco.
Björkman é um dos maiores ganhadores de torneios em duplas da ATP. Conquistou 60 títulos e 47 vice-campeonatos (juntando simples e duplas). O sueco possui 9 títulos de Grand Slam, em todos os quatro grandes torneios, já liderou o ranking de duplas da ATP, em 2001. com Max Mirnyi e Todd Woodbridge ganhou boa parcela de seus títulos, mas a primeira conquista em duplas, chegou em 1994 em Jakarta com o australiano Neil Borwick, no mesmo ano 10 meses depois, venceu a Master Cup na mesma cidade  com Jan Apell também sueco, Björkman foi escolhido quando John McEnroe voltou as quadras,para sua duplas, e juntos venceram o ATP de San José.
Em Simples venceu 6 torneios de nível ATP, e 3 títulos de nível ITF, a final mais dificil foi contra o holândes Jan Siemerink, em Estocolmo 1997, em 2006 ele chegou a semifinal de Wimbledon com 34 anos de idade, sendo o jogador mais velho desde Jimmy Connors em 1987, Björkman, disputou as olimpíadas de 1996 e 2004, e representou em inúmeras oportunidades a Suécia na Copa Davis, tendo sido tricampeão do torneio (1994,1997 e 1998).

## Grand Slam finais

### Duplas
| Posição | Ano  | Campeonato              | Piso   | Parceiro        | Oponentes                       | Placar                         |
| ------- | ---- | ----------------------- | ------ | --------------- | ------------------------------- | ------------------------------ |
| Vice    | 1994 | Roland Garros           | Saibro | Jan Apell       | Byron Black Jonathan Stark      | 4–6, 6–7                       |
| Vice    | 1997 | US Open                 | Duro   | Nicklas Kulti   | Yevgeny Kafelnikov Daniel Vacek | 6–7(8–10), 3–6                 |
| Campeão | 1998 | Aberto da Austrália     | Duro   | Jacco Eltingh   | Todd Woodbridge Mark Woodforde  | 6–2, 5–7, 2–6, 6–4, 6–3        |
| Campeão | 1999 | Aberto da Austrália (2) | Duro   | Patrick Rafter  | Mahesh Bhupathi Leander Paes    | 6–3, 4–6, 6–4, 6–7(10–12), 6–4 |
| Campeão | 2001 | Aberto da Austrália (3) | Duro   | Todd Woodbridge | Byron Black David Prinosil      | 6–1, 5–7, 6–4, 6–4             |
| Campeão | 2002 | Wimbledon               | Grama  | Todd Woodbridge | Mark Knowles Daniel Nestor      | 6–1, 6–2, 6–7(7–9), 7–5        |
| Campeão | 2003 | Wimbledon               | Grama  | Todd Woodbridge | Mahesh Bhupathi Max Mirnyi      | 3–6, 6–3, 7–6(7–4), 6–3        |
| Campeão | 2003 | US Open                 | Duro   | Todd Woodbridge | Bob Bryan Mike Bryan            | 5–7, 6–0, 7–5                  |
| Campeão | 2004 | Wimbledon               | Grama  | Todd Woodbridge | Julian Knowle Nenad Zimonjić    | 6–1, 6–4, 4–6, 6–4             |
| Campeão | 2005 | Roland Garros           | Saibro | Max Mirnyi      | Bob Bryan Mike Bryan            | 2–6, 6–1, 6–4                  |
| Vice    | 2005 | US Open (2)             | Duro   | Max Mirnyi      | Bob Bryan Mike Bryan            | 1–6, 4–6                       |
| Campeão | 2006 | Roland Garros           | Saibro | Max Mirnyi      | Bob Bryan Mike Bryan            | 6–7(5–7), 6–4, 7–5             |
| Vice    | 2006 | US Open (3)             | Duro   | Max Mirnyi      | Martin Damm Leander Paes        | 7–6(7–5), 4–6, 3–6             |
| Vice    | 2007 | Aberto da Austrália     | Duro   | Max Mirnyi      | Bob Bryan Mike Bryan            | 5–7, 5–7                       |
| Vice    | 2008 | Wimbledon               | Grama  | Kevin Ullyett   | Daniel Nestor Nenad Zimonjić    | 6–7(12–14), 7–6(7–3), 3–6, 3–6 |

### Duplas Mistas: 2 (2 vices)
| Posição | Ano  | Campeonato    | Piso  | Parceira        | Oponentes                    | Placar        |
| ------- | ---- | ------------- | ----- | --------------- | ---------------------------- | ------------- |
| Vice    | 1999 | Wimbledon     | Grama | Anna Kournikova | Leander Paes Lisa Raymond    | 4–6, 6–3, 3–6 |
| Vice    | 2007 | Wimbledon (2) | Grama | Alicia Molik    | Jamie Murray Jelena Janković | 4–6, 6–3, 1–6 |

### Simples (1 vice)
| Posição | Ano  | Campeonato | Piso    | Oponentes    | Placar             |
| ------- | ---- | ---------- | ------- | ------------ | ------------------ |
| Vice    | 1997 | Paris      | Carpete | Pete Sampras | 3–6, 6–4, 3–6, 1–6 |